# Henry W. Gerrard
Pour les articles homonymes, voir Gerrard.

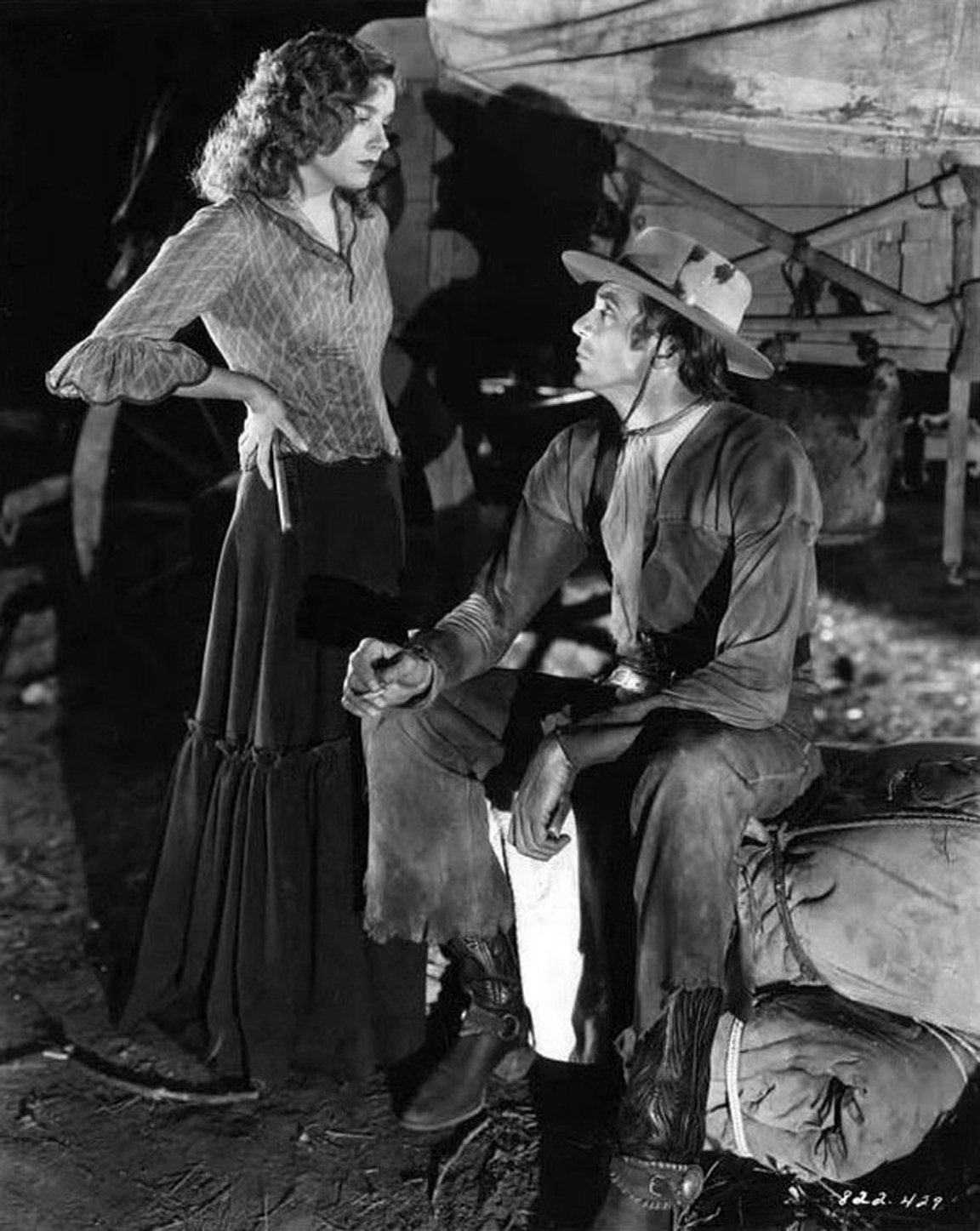
L'Attaque de la caravane (1931) - Lili Damita et Gary Cooper -

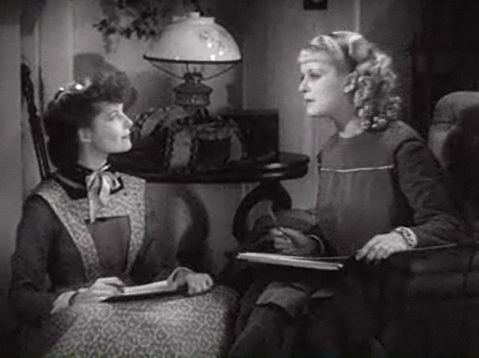
Les Quatre Filles du docteur March (1933)
- Katharine Hepburn et Joan Bennett -

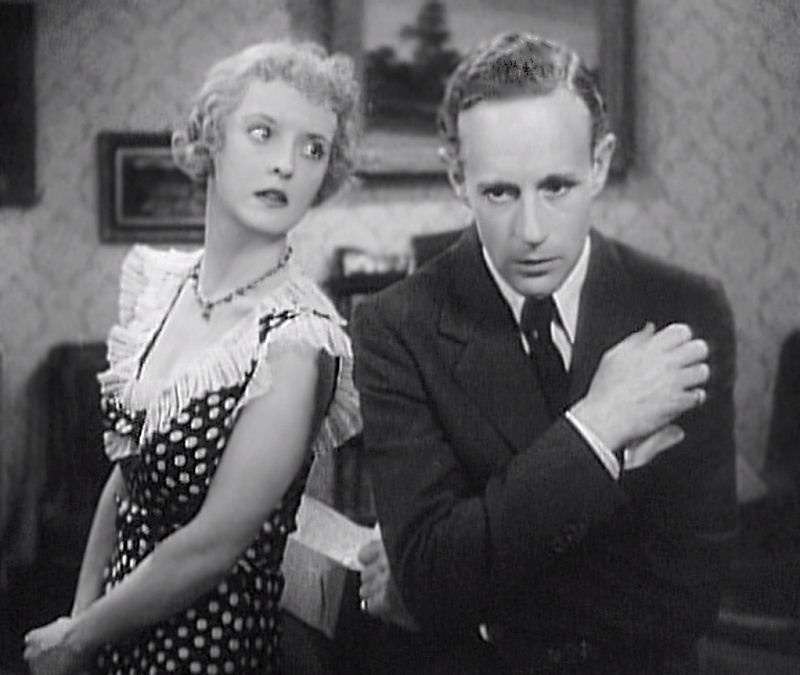
L'Emprise (1934) - Bette Davis et Leslie Howard -

Henry W. Gerrard (parfois crédité Henry Gerrard) , né vers 1894 au Canada, mort le 19 novembre 1934, est un directeur de la photographie canadien.

## Biographie
Installé aux États-Unis, Henry W. Gerrard débute comme chef opérateur sur Ali Baba et les Quarante Voleurs, film muet de la Fox réalisé par les frères Sidney et Chester M. Franklin, sorti en 1918. Puis il exerce régulièrement à ce poste de 1927 à 1934, au sein de la Paramount jusqu'en 1931, à la RKO ensuite. En tout, il contribue à trente-six films américains, dont trois westerns (ex. : L'Attaque de la caravane en 1931, avec Gary Cooper et Lili Damita). Il collabore aussi à deux films britanniques, sortis respectivement en 1931 et 1932.
En particulier, il assiste le réalisateur William A. Wellman sur six films (certains perdus), dont Les Mendiants de la vie (1928, avec Louise Brooks, Richard Arlen et Wallace Beery). Parmi ses autres films notables, mentionnons Les Chasses du comte Zaroff d'Ernest B. Schoedsack et Irving Pichel (1932, avec Joel McCrea, Fay Wray et Leslie Banks), Les Quatre Filles du docteur March de George Cukor (1933, avec Katharine Hepburn et Joan Bennett), ou encore L'Emprise de John Cromwell (1934, avec Leslie Howard et Bette Davis).

## Filmographie complète
Films américains, sauf mention contraire
- 1918 : Ali Baba et les Quarante Voleurs (Ali Baba and the Forty Thieves) de Sidney et Chester M. Franklin
- 1927 : Shootin' Irons de Richard Rosson
- 1928 : Tu ne tueras pas ! (Ladies of the Mob) de William A. Wellman
- 1928 : Rien que l'amour (Doomsday) de Rowland V. Lee
- 1928 : Les Mendiants de la vie (Beggars of Life) de William A. Wellman
- 1928 : Femme (The Magnificent Flirt) de Harry d'Abbadie d'Arrast
- 1928 : Interférences (Interference), de Lothar Mendes et Roy Pomeroy
- 1928 : Les Pilotes de la mort (The Legion of the Condemned) de William A. Wellman
- 1928 : Sa vie privée (His Private Life) de Frank Tuttle
- 1929 : L'Homme que j'aime (The Man I Love) de William A. Wellman
- 1929 : Mensonges (Betrayal) de Lewis Milestone
- 1929 : L'Assommeur (Thunderbolt) de Josef von Sternberg
- 1929 : Quartier chinois (Chinatown Nights) de William A. Wellman
- 1929 : L'Affaire Greene  (The Greene Murder Case), de Frank Tuttle
- 1929 : Woman Trap de William A. Wellman
- 1930 : Honey de Wesley Ruggles
- 1930 : El cuerpo del delito[2] de Cyril Gardner et A. Washington Pezet
- 1930 : Follow Thru de Lloyd Corrigan et Laurence Schwab
- 1930 : Le Vagabond roi (The Vagabond King) de Ludwig Berger et Ernst Lubitsch
- 1930 : Safety in Numbers de Victor Schertzinger
- 1930 : Along came Youth de Lloyd Corrigan et Norman Z. McLeod
- 1930 : The Playboy of Paris de Ludwig Berger
- 1931 : Le Petit Café de Ludwig Berger (version alternative en français de The Playboy of Paris pré-cité)
- 1931 : Dude Ranch de Frank Tuttle
- 1931 : Gente alegre d'Edward D. Venturini
- 1931 : L'Attaque de la caravane (Fighting Caravans) d'Otto Brower et David Burton
- 1931 : Many Waters de Milton Rosmer (film britannique)
- 1932 : Les Chasses du comte Zaroff (The Most Dangerous Game) d'Ernest B. Schoedsack et Irving Pichel
- 1932 : Two White Arms de Fred Niblo (film britannique)
- 1932 : Penguin Pool Murder de George Archainbaud
- 1932 : Le Fantôme de Crestwood (The Phantom of Crestwood) de J. Walter Ruben
- 1933 : Les Quatre Filles du docteur March (Little Women) de George Cukor
- 1933 : Blind Adventure d'Ernest B. Schoedsack
- 1934 : Man of Two Worlds de J. Walter Ruben
- 1934 : L'Emprise (Of Human Bondage) de John Cromwell
- 1934 : Success at Any Price de J. Walter Ruben
- 1934 : La Fontaine (The Fountain) de John Cromwell
- 1934 : Le Petit Ministre (The Little Minister) de Richard Wallace